# Julius Juzeliūnas
Œuvres principales
- 4 quatuors à cordes
- 6 symphonies
- 2 opéras
...
Julius Juzeliūnas, né le 20 février 1916 à Bauska (Lettonie) et mort le 15 juin 2001 à Vilnius (Lituanie), est un compositeur et pédagogue lituanien.

## Biographie
Julius Juzeliūnas étudie la composition au Conservatoire de Kaunas (1944-1948) avec Juozas Gruodis (lt), puis au Conservatoire de Léningrad (1949-1952) avec Vladimir Voloshinov. 
Il enseigne lui-même la composition au Conservatoire d'État de Lituanie à Vilnius dès 1952. Parmi ses élèves, on peut citer Feliksas Bajoras, Justinas Bašinskas, Rytis Mažulis, Onutė Narbutaitė, Antanas Rekašius et Romuald Twardowski.
Sa musique est influencée par le romantisme tardif (jusqu'en 1960 environ), le dodécaphonisme, le néo-classicisme, le minimalisme, ainsi que par ses recherches ethnomusicologiques entre 1972 et 1987 en Afrique et en Asie.
Son catalogue comprend notamment des pièces pour piano (dont deux sonates) ou orgue, de la musique de chambre (dont quatre quatuors à cordes), un ballet, six symphonies et de la musique vocale (dont des mélodies pour voix et piano, une symphonie-oratorio, deux opéras et des pièces pour chœur a cappella).

## Compositions (sélection)

### Pièces pour piano
- 1947 : Sonate no 1
- 1962 : Thème et variations ; Prélude
- 1986 : Sonate no 2

### Pièces pour orgue
- 1969 : Concerto
- 1984 : Symphonie

### Autres pièces pour instrument solo
- 1975 : Sonate pour cor
- 1997 : Litanies pour hautbois

### Musique de chambre
- 1962 : Quatuor à cordes no 1
- 1966 : Quatuor à cordes no 2
- 1969 : Quatuor à cordes no 3 Neuf lettres et un post-scriptum
- 1972 : Sonate pour violon et piano ; Sonate pour hautbois et clarinette
- 1977 : Sonate pour violon et violoncelle
- 1980 : Quatuor à cordes no 4 Raga a quattro
- 1981 : Diptychos: passacaglia et toccata pour violon et orgue
- 1982 : Ragamalika pour flûte, clarinette, hautbois, basson et cor
- 1987 : Flobo-Clavio pour flûte, hautbois, clavecin et violoncelle
- 1997 : Vixy et altera pour 3 percussions

### Musique pour orchestre

#### Concertos
- 1955 : Concerto pour ténor
- 1963 : Concerto pour violon, orgue et orchestre à cordes
- 1985 : Concerto pour clarinette et orchestre à cordes (ou quatuor à cordes)

#### Symphonies
- 1948 : Symphonie no 1
- 1951 : Symphonie no 2
- 1965 : Symphonie no 3 La Lyre de l'homme (avec baryton et chœurs)
- 1974 : Symphonie no 4
- 1982 : Symphonie no 5 Chants des plaines pour orchestre à cordes (avec chœur de femmes)
- 1991 : Symphonie no 6 Symphonie des proverbes (avec chœurs)

#### Autres œuvres
- 1950 : Poème héroïque
- 1953 : Ballet Sur le rivage (en 3 actes)
- 1961 : Poème-concerto pour orchestre à cordes ; Sketches africains
- 1962 : Passacaille-poème
- 1963 : Poème symphonique Berceuse des cendres (avec mezzo-soprano et chœurs)
- 1966 : Concerto grosso pour flûte, clarinette, hautbois, basson, cor, piano et orchestre à cordes
- 1992 : Gratitude pour violoncelle et orchestre à cordes

### Musique vocale
- 1957 : Opéra Les Rebelles (en 4 actes)
- 1968 : Opéra Le Jeu (en 2 actes)
- 1973 : Melika pour soprano, trombone, violoncelle et piano (ou clavecin) (ou pour soprano et orgue)
- 1979 : Symphonie-oratorio Cantus Magnificat pour mezzo-soprano, basse, 2 chœurs et orchestre
- 1985 : Cantate Le Langage des fleurs pour soprano et quatuor à cordes (ou orgue ou piano)

## Distinctions (sélection)
- 1990 : Prix national de la culture et de l'art